# Autobahnkreuz Bliesheim
Das Autobahnkreuz Bliesheim (Abkürzung: AK Bliesheim; Kurzform: Kreuz Bliesheim) ist ein Autobahnkreuz, das die Bundesautobahnen A 1, A 61 und A 553 verbindet. Es liegt unmittelbar südlich des Erftstädter Ortsteils Bliesheim im Süden von Köln.
Das Kreuz ist bis auf die halbdirekt geführte Verbindungsrampe der A 1 von Euskirchen in Richtung Köln in Kleeblatt-Form erbaut. Auf dem sechsstreifigen Autobahnabschnitt im Westen verläuft die A 1 gemeinsam mit der A 61. Die nördlich gelegene A 553 beginnt am Kreuz Bliesheim. Außerdem beginnt die Europastraße 29 am Bliesheimer Kreuz und führt auf der A 1 südlich bis zur französischen Grenze bei Saarbrücken.
Östlich befand sich bis 2007 die Anschlussstelle Weilerswist (25) an der A 61, die sich mit dem Autobahnkreuz die Ein- und Ausfahrbereiche teilte. Seitdem befindet sich diese Anschlussstelle etwa 2 km weiter südlich.
Auf der A 1 trägt das Autobahnkreuz die Nummer 109, auf der A 61 die 24 und auf der A 553 die Nummer 1.
Das Bliesheimer Kreuz entstand Anfang der 1970er Jahre, in denen alle drei betroffenen Autobahnen gebaut wurden.
Unweit des Autobahnkreuzes fließt die Erft. Außerdem liegt es am Rand des Naturparks Kottenforst-Ville.

## Verkehrsaufkommen
| Von                     | Nach                      | Durchschnittliche tägliche Verkehrsstärke | Durchschnittliche tägliche Verkehrsstärke | Durchschnittliche tägliche Verkehrsstärke | Anteil Schwerlastverkehr | Anteil Schwerlastverkehr | Anteil Schwerlastverkehr |
| Von                     | Nach                      | 2005                                      | 2010                                      | 2015                                      | 2005                     | 2010                     | 2015                     |
| ----------------------- | ------------------------- | ----------------------------------------- | ----------------------------------------- | ----------------------------------------- | ------------------------ | ------------------------ | ------------------------ |
| AS Erftstadt (A 1/A 61) | AK Bliesheim              | 83.300                                    | 83.900                                    | 85.500                                    | 20,5 %                   | 19,5 %                   | 17,5 %                   |
| AK Bliesheim            | AS Weilerswist-West (A 1) | 40.700                                    | 40.600                                    | 45.300                                    | 13,5 %                   | 12,1 %                   | 11,5 %                   |
| AK Bliesheim            | AS Weilerswist (A 61)     | 59.600                                    | 57.100                                    | 55.200                                    | 20,7 %                   | 21,2 %                   | 21,7 %                   |
| AK Bliesheim            | AS Brühl-Süd (A 553)      | 26.400                                    | 25.800                                    | 30.100                                    | 07,0 %                   | 06,5 %                   | 09,9 %                   |

## Prinzipgleiche Straßenkreuzungen
- Autobahnkreuz Weinsberg